# Fremd in der Welt
Fremd in der Welt (Originaltitel I Don’t Feel at Home in This World Anymore) ist ein US-amerikanischer Kriminalfilm von Macon Blair, der mit dem Film sein Regie- und Drehbuchdebüt gibt. In den Hauptrollen sind Melanie Lynskey und Elijah Wood zu sehen. Der Film feierte am 19. Januar 2017 im Rahmen des Sundance Film Festivals seine Weltpremiere. Am 24. Februar 2017 wurde der Film auch in Deutschland erstmals bei Netflix gezeigt.

## Handlung
Die depressive Krankenpflegehelferin Ruth Kimke leidet unter ihren Lebensumständen und dem rücksichtslosen Verhalten vieler Mitmenschen. Als bei ihr eingebrochen wird und die Polizei weitgehend untätig bleibt, begibt sie sich selbst auf die Spurensuche. Unterstützt wird sie dabei von ihrem martialisch auftretenden, aber eigentlich harmlosen und gutherzigen Nachbarn Tony. Bald schon bemerkt Ruth eine Veränderung an sich. Ihre Detektivarbeit auf den Spuren des Einbrechers und seiner Hintermänner gibt ihrem Leben endlich einen neuen Sinn. Bald schon muss Ruth aber auch erkennen, dass sie und Tony sich mit dem Fall möglicherweise übernommen haben, denn sie bekommen es mit einer Gruppe von völlig heruntergekommenen und skrupellosen Gewalttätern zu tun.

## Produktion

### Stab, Besetzung und Synchronisation
Die Regie übernahm Macon Blair, der auch das Drehbuch zum Film schrieb. Es handelt sich um den ersten Film von Blair, der eigentlich Schauspieler ist, bei dem dieser Regie führte und auch das Drehbuch schrieb.
Melanie Lynskey übernahm die Rolle der anfänglich depressiven Ruth Kimke, Elijah Wood spielt ihren Nachbarn Tony, der gemeinsam mit ihr beginnt zu ermitteln. In weiteren Rollen sind David Yow, Jane Levy, Devon Graye, Christine Woods, Robert Longstreet, Gary Anthony Williams und Lee Eddy zu sehen. Macon Blair selbst ist in ein einer kleineren Rolle als Besucher einer Bar zu sehen.
In der deutschen Synchronisation spricht Dorette Hugo Ruth Kimke, und Timmo Niesner leiht Tony seine Stimme.

### Dreharbeiten und Finanzierung
Die Filmaufnahmen fanden in Portland im US-amerikanischen Bundesstaat Oregon statt. Im April 2016 drehte man in den Neighborhoods von Woodstock und Brentwood-Darlington.
Die Produzenten des Films sind Neil Kopp, Vincent Savino, Anish Savjani und Mette-Marie Kongsved von XYZ Films.

### Filmmusik
Die Filmmusik wurde von Brooke Blair und Will Blair komponiert, den beiden Brüdern des Regisseurs. Der Soundtrack zum Film umfasst 22 Titel, hat eine Gesamtlänge von 55:29 min und wurde am 12. Mai 2017 von Lakeshore Records auf CD und als Download veröffentlicht.
Titelliste des Soundtracks
1. Backyard – Brooke Blair und Will Blair – 1:30
2. Go Away (To Paradise) – Jason Newman – 1:23
3. Ruth's Action Theme Part 1 – Brooke Blair und Will Blair – 2:40
4. Ballad of Sissyfist – The Giraffes – 4:30
5. Bring Out The Bible (We Ain't Got a Prayer) – The Texas Sapphires – 4:14
6. Check My Grill – The Hot as Shits – 2:16
7. Three Point Stance – Bulletproof Moose, Antwine Jones, Wesley Adams – 4:11
8. Namesake Feature – My New Mixtape – 3:32
9. Campfire – Brooke Blair und Will Blair – 2:05
10. History of Man – Amanaz – 2:58
11. Killer Sills – Brooke Blair und Will Blair – 3:06
12. Open Sesame – Brooke Blair und Will Blair – 0:37
13. Afraid of Love – Meli Sul – 3:08
14. Bring On The Dancing Horses – Echo & The Bunnymen – 3:58
15. Ruth's Action Theme Part 2 – Brooke Blair und Will Blair – 0:51
16. What Would Jesus Do? - Brooke Blair und Will Blair – 0:41
17. Sweetheart – Aint Rights – 1:45
18. Bus Crush – Brooke Blair und Will Blair – 0:50
19. Where's My Son? - Brooke Blair und Will Blair – 2:45
20. Snake Island – Brooke Blair und Will Blair – 4:14
21. Tony! - Brooke Blair und Will Blair – 1:22
22. Drinking From a Swimming Pool – The Graverobbers – 2:53

### Veröffentlichung
Der Film feierte am 19. Januar 2017 in der Sektion NEXT im Rahmen des Sundance Film Festivals seine Weltpremiere und befand sich dort im U.S. Dramatic Competition. Am 24. Februar 2017 wurde der Film auch in Deutschland erstmals bei Netflix gezeigt.

## Rezeption

### Kritiken
Der Film konnte bislang 89 Prozent der Kritiker bei Rotten Tomatoes überzeugen. So sagt Peter Debruge von Variety, Macon Blair beweise eine beeindruckende Kontrolle über die Regie, besonders aber über das Tempo und die Atmosphäre des Films. Zudem akzentuierten das von seinen jüngeren Geschwistern Will und Brooke Blair beigesteuerte Sound Design und die Filmmusik mit ihren tiefen Synthesizerklängen den Film punktgenau. Der Film, so Debruge, bediene sich einer Stimmung, die an Filme der Coen-Brüder erinnere, und schlängele irgendwo zwischen einer sich langsam entwickelnden Spannung und einem absurden Humor dahin.
Matt Patches von Thrillist bemerkt, Blair sei zwar nicht der Erste, der sich an einer Amateurdetektiv-Erzählung versuche, aber er dürfte der Erste sein, der eine solche lediglich mit fluchenden über Achtzigjährigen, Ninjasternen, Google-Montagen, Unmengen von Big-Red-Dosen, Klobrillen, freundlichen Waschbären, explodierenden Körperteilen und der Idiotie der Menschheit zusammengeschustert habe.
Luise Checchin von der Süddeutschen Zeitung meint, ab dem Moment, als Ruth und Tony auf die Einbrecherbande stoßen, nehme der Film eine Abzweigung und jage von da an wie wild geworden durch die Genres, von der schwarzhumorigen Gangsterklamotte über den blutrünstigen Splatterstreifen zum Horrorfilm samt Wackelkamera-Verfolgungsjagd durch die Wälder Oregons. Checchin erklärt, es scheine, als sei die Dunkelheit, die in der depressiven Ruth gärte, von da an nach außen getreten, doch so viel Tiefe beanspruche der Film gar nicht, sondern beschreibe vielmehr einfach ein Aufbegehren gegen einen unhaltbaren Zustand mit den Mitteln des Absurden und spricht von einer Selbstermächtigungsgeschichte.

### Auszeichnungen
Gotham Awards 2017

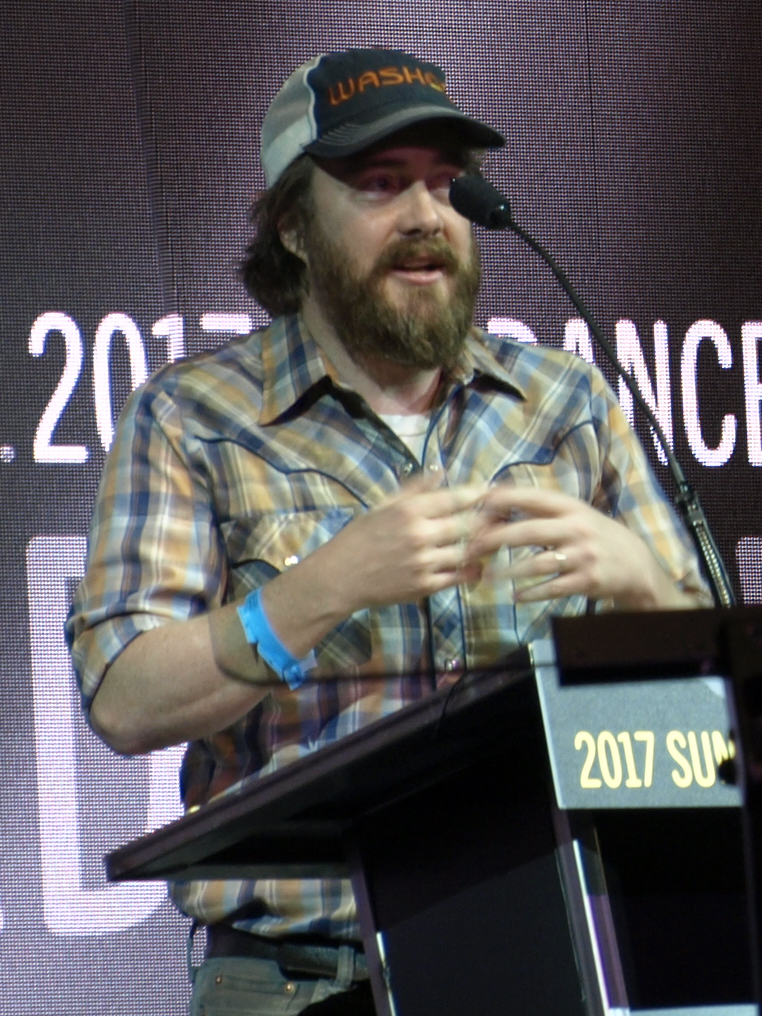
Macon Blair beim Sundance Film Festival 2017

- Nominierung als Beste Darstellerin (Melanie Lynskey)[15]

Sundance Film Festival 2017
- Auszeichnung mit dem Großen Preis der Jury – Bester Spielfilm (Macon Blair)[16]
- Auszeichnung mit dem Amazon Studios Sundance Institute Producers Award (Anish Savjani und Neil Kopp)[17]